# El Clapers

El Clapers, respecte del terme de Granera

El Clapers és una masia del terme municipal de Granera, a la comarca catalana del Moianès. Pertany a la parròquia de Sant Martí de Granera.
Està situada a 744,5 metres d'altitud, a prop i al sud-est del poble de Granera, a tocar de l'Óssol i de la Païssa, a l'esquerra del torrent de l'Óssol. És a llevant del Serrat del Clapers, a prop del límit meridional del terme. Actualment és un munt de ruïnes.
S'hi accedeix des de la masia de l'Óssol, de la qual es troba a 180 metres al sud-est. La major part del trajecte s'ha de fer camp a través.